# Barnás repülőkutya
A barnás repülőkutya, vagy más néven Percy-szigeti repülőkutya (Pteropus brunneus) az emlősök (Mammalia) osztályának a denevérek (Chiroptera) rendjéhez, ezen belül a nagydenevérek (Megachiroptera) alrendjéhez és a repülőkutyafélék (Pteropodidae) családjához tartozó kihalt faj.

## Elterjedése
A faj valamikor Ausztrália Queensland államától északkeletre található Percy-szigeten volt honos.

## Megjelenése
Testhossza 21 centiméter, szárnyfesztávolsága 11,8 centiméter, súlya 200 gramm volt. Szőrzete egész testén rövid volt. Feje, háta, melle és hasa sárgásbarna színű, míg nyakán némileg világosabb színű volt. Sötétszürke szárnymembránjának a felkarcsont feletti része feltűnően széles és szőrzettel borított volt. Rövid, szőrtelen, háromszögletű fülei voltak.

## Természetvédelmi helyzete
A faj ma is kizárólag az 1859-ben gyűjtött típuspéldány alapján ismert.
A barnás repülőkutyát a Természetvédelmi Világszövetség és az ausztrál vadvédelmi szolgálat is kihalt fajnak minősítette 1992-ben.
Mivel alig ismert állatról van szó többször felmerült, hogy nem volt teljes értékű faj. Több rendszerező szerint a kis vörös repülőkutya (Pteropus scapulatus) egy alfaja lehetett.

## Fordítás
- Ez a szócikk részben vagy egészben  a   Percy-Island-Flughund című német Wikipédia-szócikk fordításán alapul.  Az eredeti cikk szerkesztőit annak laptörténete sorolja fel. Ez a jelzés csupán a megfogalmazás eredetét és a szerzői jogokat jelzi, nem szolgál a cikkben szereplő információk forrásmegjelöléseként.